# سوزان هانسون (ممثلة)
سوزان هانسون (بالإنجليزية: Susan Hanson)‏ هي ممثلة بريطانية، ولدت في 2 فبراير 1943 في برستون في المملكة المتحدة. من الجوائز التي نالتها زمالة غوغنهايم.

## جوائز
- زمالة غوغنهايم

## وصلات خارجية
- سوزان هانسون على موقع IMDb (الإنجليزية)
- سوزان هانسون على موقع قاعدة بيانات الفيلم (الإنجليزية)